# Vetenskapsåret 1731

## Händelser
- John Hadley utvecklar oktanten.
- Nicholas Cerillo utvecklar seismografen.
- René Antoine Ferchault de Réaumur lanserar Réaumurskalan för termometern.

## Pristagare
- Copleymedaljen: Copleymedaljen utdelas för första gången , mottagare är Stephen Gray, brittisk astronom.

## Födda
- 22 maj - Christian Wollin (död 1798), svensk läkare.
- 10 oktober - Henry Cavendish (död 1810), brittisk kemist och fysiker.

## Avlidna
- 27 januari - Bartolomeo Cristofori (född 1655), italiensk klaverbyggare och uppfinnare.
- 29 december - Brook Taylor (född 1685), brittisk matematiker.
- Magnus Bromelius (född 1679), svensk läkare.